# Валя Карнавал
Валенти́на Васи́лівна Карнаухова (нар. 11 листопада 2001, Ростов-на-Дону), більш відома як Karna.val або Валя Карнавал — російська відеоблогерка, тиктокерка, співачка та акторка.

## Життєпис
Валя Карнаухова народилася 2001 року в селі Новобатайськ, Ростовська область, Росія. Виросла в бідній сім'ї. У дитинстві займалася спортом — легкою атлетикою та багатоборством, захоплювалася танцями. Після закінчення дев'ятого класу переїхала до Ростова-на-Дону, де вступила до Коледжу реклами, сервісу та туризму. Вже на першому курсі почала працювати актрисою у квестах, а також публікувала відео в соцмережі «TikTok». Невдовзі дівчина покинула навчальний заклад, але мати наполягла, щоб вона здобула освіту, тому донька вступила до Ростовського автодорожнього коледжу, який також залишила через три місяці.
Коли у Валі було понад 2 млн підписників, вона переїхала до Москви, де познайомилася з іншими відомими тіктокерами Єгором Шипом та Єгором Крідом. 2020 року стали виходити її пісні про нещасливе кохання: «Не сплю ночами», «Психушка», «Истерика». Валя знімалася в рекламі та відеокліпах, а 2020 року зіграла в серіалі «Відпустка» на ТНТ. У жовтні 2020 року російський журнал Forbes помістив її на 5-те місце свого першого в історії списку найоплачуваніших тіктокерів. За підсумками року Валя Карнавал посіла 6-те місце у списку «топових артистів» російськомовного сегмента TikTok'a — музикантів, пісні яких найчастіше використовували користувачі у своїх відео. Крім того, її пісня «Психушка» опинилася на 9-му місці в списку «хітів TikTok» — треків, що найчастіше використовувалися у 2020 році.
Протягом наступних років блогерка випускала нові пісні — 2021 року «Ромашки», «Глупенькая девочка», «Тихий гимн», а ще за рік — «Ой, мам» та «Ромашки 2». 2021 року під час знімання інтернет-шоу Лариса Доліна звинуватила Валю в тому, що та не має музичної освіти й не вміє співати; примирення естрадної зірки та молодої артистки відбулося лише за два роки. Менше з тим, 2022 року Карнавал зізналася, що навчається в виші та бере уроки вокалу й акторської майстерності. 2022 року Валя Карнавал брала участь у другому сезоні шоу «Зірки в Африці» на телеканалі ТНТ, де дійшла до фіналу. Під час знімання вона познайомилася з Сашею Стоун і збиралася одружитися, але кінець кінцем вони розійшлися.

## Дискографія
Сингли
- 2020 — «Психушка»
- 2020 — «Опять домой»
- 2020 — «Истерика»
- 2020 — «Не сплю ночами»
- 2021 — «Ромашки»
- 2021 — «Глупенькая девочка»
- 2021 — «Тихий гимн»
- 2021 — «Плохая девочка»
- 2022 — «Ой, мама»
- 2022 — «Ромашки 2»
- 2023 — «Названий нет»
- 2024 — «Частушка»
- 2024 — «Вдох-выдох»[8]